# FC Goa
FC Goa là một câu lạc bộ bóng đá chuyên nghiệp Ấn Độ có trụ sở tại Goa, thi đấu tại Giải vô địch siêu Ấn Độ theo giấy phép từ Liên đoàn bóng đá Ấn Độ (AIFF). Câu lạc bộ được ra mắt vào ngày 26 tháng 8 năm 2014 và được thành lập bởi Dattaraj Salgaocar và Shrinivas Dempo. Đội bóng thuộc sở hữu của Venugopal Dhoot, Jaydev Mody và Virat Kohli. Nó đại diện cho Goa, lãnh thổ tiểu bang hoặc liên minh duy nhất tuyên bố bóng đá là môn thể thao chính thức. Logo đại diện cho động vật nhà nước của Bò tót. Trong khi các màu xanh và cam tượng trưng cho bờ biển Goan và mặt trời mọc.
Câu lạc bộ chơi trận đấu trên sân nhà của họ tại sân vận động Fatorda ở Margao. Cầu thủ bóng đá người Brazil Zico là người quản lý đầu tiên của câu lạc bộ (Huấn luyện viên trưởng). Người chơi marquee của nó đối với hai mùa giải đầu tiên của nó đã được cầu thủ chạy cánh người Pháp Robert Pires và hậu vệ người Brazil Lúcio tương ứng. Đội đã kết thúc giai đoạn giải đấu ở vị trí thứ hai trong mùa đầu tiên. Trong trận đấu play-off cuối mùa, họ đã thua trong loạt sút luân lưu trước Atlético de Kolkata ở bán kết sau trận hòa không bàn thắng. Năm sau, đội đến đầu tiên ở vòng bảng, sau đó thua 3-2 cuối cùng trước Chennaiyin FC trên sân nhà. Trong mùa giải 2018-19, họ đạt thức thứ hai của họ trong các giải đấu mà họ thua 1-0 trước Bengaluru FC. Trong cùng một mùa giải, họ đã đánh bại Chennaiyin FC 2-1 trong Siêu cúp Ấn Độ 2019 để giành chiếc cúp đầu tiên.

## Nhà sản xuất trang phục và tài trợ áo
| Giai đoạn | Nhà sản xuất trang phục | Nhà tài trợ áo   |
| --------- | ----------------------- | ---------------- |
| 2014-2015 | Adidas                  | Videocon d2h     |
| 2015-2016 | Adidas                  | FC Prime Markets |
| 2016-2017 | Umbro                   | Deltin           |
| 2017-2018 | Piranha                 | Deltin           |
| 2018-nay  | Sqad Gear               | Xiaomi           |

## Sân vận động

### Sân nhà

Sân vận động Fatorda, sân nhà của FC Goa

"Cánh đồng của chúng tôi, Sân cỏ của chúng tôi, Ngôi nhà của chúng tôi, Pháo đài của chúng tôi về Fatorda" đó là cách mà Bò tót nói đến Sân vận động Pandit Jawaharlal Nehru ở Margao, Goa, nó được biết đến với cái tên Fatorda. Sân vận động này được coi là một trong những sân vận động bóng đá tốt nhất trong cả nước. Địa điểm này từ lâu đã trở thành trụ cột của bóng đá Ấn Độ, từng là chủ nhà của nhiều trận đấu quốc tế, bao gồm vòng loại của Ấn Độ cho cả FIFA World Cup và AFC Asian Cup. Đây cũng là một trong sáu địa điểm tổ chức World Cup 2017 FIFA U-17 được tổ chức tại Ấn Độ. Sự tham dự đông đảo đã được ghi nhận tại The Fatorda. Sự ồn ào trong một số trò chơi, bao gồm cuộc chạm trán bán kết của Hero ISL khai mạc giữa FC Goa và ATK cũng như trận chung kết với Chennaiyin FC năm sau, đã bị điếc.
Sân vận động mở cửa vào năm 1989 và năm 2014 đã được tân trang và nâng cấp theo các thông số kỹ thuật mới nhất của FIFA để tổ chức The Lusofonia Games. Nó được thiết kế với sức chứa 18.600 chỗ ngồi.  Với một mái nhà bao phủ 100 phần trăm diện tích chỗ ngồi, người hâm mộ tận hưởng những chỗ ngồi rộng, thoải mái với khoảng cách rộng rãi giữa chúng. Tổ hợp sân vận động cung cấp hai cấp độ sắp xếp chỗ ngồi của người hâm mộ cùng với khu vực VVIP, nơi cung cấp chỗ ngồi tối ưu để tương tác với khách và thưởng thức bóng đá trong khi tận hưởng sự thoải mái của môi trường riêng tư này. Các tiện nghi bao gồm ánh sáng đấu trường tuân thủ HD, sân cỏ tự nhiên, phòng phát sóng, phòng thu TV, phòng thay đồ người chơi, khu vực đại biểu trận đấu, phòng điều khiển Dope, phòng y tế cho người chơi và khán giả, phòng chờ VIP, hộp công ty, trạm làm việc truyền thông khu vực, khu vực hỗn hợp, camera quan sát, hồ bơi, phòng tập thể dục đa năng và bãi đậu xe. Đây được coi là một trong những sân bóng được duy trì tốt nhất ở tiểu lục địa Ấn Độ.

### Sân tập
Đội hiện đang tập luyện tại Sân vận động điền kinh ở Bambolim. Trước đây họ được đào tạo tại Tilak Maidan ở Vasco.

## Linh vật
Linh vật, loại đầu tiên thuộc loại này trong ISL, được đặt tên là Gaurdinho. Anh ta là một con Bò tót, tình cờ là động vật nhà nước, và một chút samba chạm vào tên của anh ta xem xét có hương vị Brazil trong đội. FC Goa là người duy nhất trong số tám nhượng quyền có linh vật. Những người hâm mộ yêu mến anh ấy và trong các cuộc biểu tình, anh ấy là người nói chuyện của thị trấn.

## Đội hình hiện tại
Tính đến ngày 30 tháng 9 năm 2018
| No. |         | Position | Player                      |
| --- | ------- | -------- | --------------------------- |
| 1   | India   | GK       | Mohammad Nawaz              |
| 4   | France  | MF       | Hugo Boumous                |
| 5   | Morocco | MF       | Ahmed Jahouh                |
| 6   | India   | DF       | Chinglensana Singh          |
| 7   | India   | MF       | Mandar Rao Dessai (captain) |
| 8   | Spain   | FW       | Ferran Corominas            |
| 9   | India   | FW       | Manvir Singh                |
| 12  | India   | MF       | Jackichand Singh            |
| 15  | India   | MF       | Pratesh Shirodkar           |
| 17  | Spain   | DF       | Carlos Peña                 |
| 19  | India   | FW       | Liston Colaco               |

| No. |         | Position | Player            |
| --- | ------- | -------- | ----------------- |
| 20  | India   | DF       | Seriton Fernandes |
| 21  | India   | DF       | Saviour Gama      |
| 22  | India   | MF       | Princeton Rebello |
| 23  | Spain   | MF       | Edu Bedia         |
| 24  | India   | MF       | Lenny Rodrigues   |
| 25  | Senegal | DF       | Mourtada Fall     |
| 28  | India   | DF       | Lalhmangaihsanga  |
| 32  | India   | GK       | Naveen Kumar      |
| 37  | India   | DF       | Mohamed Ali       |
| -   | India   | MF       | Seiminlen Doungel |

### Đội hình dự bị
Known as FC Goa B team or FC Goa Dev team
| No. |       | Position | Player           |
| --- | ----- | -------- | ---------------- |
|     | India | GK       | Preston Rego     |
|     | India | DF       | Meldon Silva     |
|     | India | DF       | Issac Negredo    |
|     | India | DF       | Brian Faria      |
|     | India | DF       | Amey Ranawade    |
| 25  | India | DF       | Jonathan Cardozo |
|     | India | MF       | Regan Ferrao     |
|     | India | MF       | Leander Dcunha   |

| No. |       | Position | Player             |
| --- | ----- | -------- | ------------------ |
|     | India | MF       | Kingsley Fernandes |
|     | India | MF       | Mohammed Yasir     |
|     | India | MF       | Hayden Fernandes   |
|     | India | MF       | Jason Barboza      |
|     | India | FW       | Aaron Dsilva       |
|     | India | FW       | Lalawmpuia         |
|     | India | FW       | Krishna Pandit     |

### Đội hình U18
| No. |  | Position | Player |
| --- |  | -------- | ------ |

## Nhân viên kỹ thuật hiện tại
Tính đến  năm June 2017   Huấn luyện viên trưởng của FC Goa là Sergio Lobera. Anh ấy đã ký hợp đồng hai năm và bắt đầu với câu lạc bộ vào tháng Bảy.
| Chức vụ                                       | Tên                                     |
| --------------------------------------------- | --------------------------------------- |
| Huân luyện viên trưởng                        | liên_kết=\|viền Sergio Lobera           |
| Trợ lí huấn luyện viên                        | liên_kết=\|viền Jesús Tato              |
| Trợ lý & huấn luyện viên điều hòa             | liên_kết=\|viền Manuel Sayabera Iñarrea |
| HLV thủ môn                                   | liên_kết=\|viền Virender Singh          |
| Giám đốc kỹ thuật / huấn luyện viên đội dự bị | liên_kết=\|viền Derrick Pereira         |
| Trợ lý đội dự bị                              | liên_kết=\|viền Clifford Miranda        |

## Danh hiệu

### Quốc gia

#### Giải vô địch
- Siêu liên minh Ấn Độ

Á quân (2): 2015, 2018

#### Cúp
- Siêu cúp Ấn Độ

Vô địch (1): 2019

## Bảng xếp hạng các câu lạc bộ châu Á
Tính đến ngày 13 tháng 1 năm 2019. 
| Xếp hạng hiện tại | Quốc gia        | Đội                |
| ----------------- | --------------- | ------------------ |
| 218               | liên_kết=\|viền | Chiến binh Solomon |
| 219               | liên_kết=\|viền | Yanbian            |
| 220               | liên_kết=\|viền | FC Goa             |
| 221               | liên_kết=\|viền | Mumbai FC          |
| 222               | liên_kết=\|viền | Ba Tư Lamongan     |